# كورت شفيترز
كورت هيرمان ادوارد كارل يوليوس شفيترز (20 حزيران / يونيه 1887 – 8 كانون الثاني / يناير 1948) كان الفنان الألماني الذي ولد في هانوفر، ألمانيا.
عمل شفيترز في عدة أساليب فنية ووسائل الإعلام، بما في ذلك الدادائية، بنائية، السريالية، الشعر، الصوت، الرسم، النحت، التصميم الجرافيكي، الطباعة، وما جاء ليكون المعروفة باسم فن التثبيت. هو الأكثر شهرة لما له في الفن التلصيقي، والذي دعاه ميرز الصور.

## نفوذ مبكر وبدايات ميرز، 1887-1922

### هانوفر
كورت شفيترز ولد في 20 حزيران / يونيه 1887 في هانوفر في Rumannstraße رقم 2 الآن: رقم 8 الطفل الوحيد لإدوارد شفيترز وزوجته هنرييت (ني Beckemeyer). كان والده شريك في متجر لبيع الملابس للسيدات. تم بيع الأسهم في عام 1898، والأسرة استخدامت المال لشراء بعض الاحتياجات في هانوفر، التي تم تأجيرها، مما يسمح الأسرة ان تعيش على دخل لبقية الحياة في ألمانيا. في عام 1893، انتقلت العائلة إلى Waldstraße (لاحقا Waldhausenstraße), موقع مستقبل ميرزباو. في عام 1901، شفيترز عانى أول نوبة الصرع، السبب الذي عفاه من الخدمة العسكرية في الحرب العالمية الأولى حتى نهاية الحرب عندما انتهى التجنيد.
بعد دراسة الفن في أكاديمية دريسدن إلى جانب أوتو ديكس وجورج غروز، (على الرغم من ان شفيترز يبدو جاهلا في عملهم، أو في الواقع المعاصر فناني دريسدن Die Brücke), 1909-15, شفيترز عاد إلى هانوفر ليبدأ مسيرته الفنية باعتبارها مرحلة ما بعد الانطباعية. في عام 1911 شارك في أول معرض له في هانوفر. كما ان الحرب العالمية الأولى قدمت له العمل ليصبح أكثر قتامة، تدريجيا النامية مميزة التعبيري لهجة.

شفيترز قضى آخر سنوات ونصف من الحرب يعمل محرر في مصنع خارج هانوفر. كان المجندون في 73 هانوفر فوج في آذار / مارس عام 1917، ولكن إعفاء لأسباب طبية في يونيو / حزيران من نفس العام. من خلال حسابه الخاص، وقته باعتباره رسام أثرت أعماله الأخيرة وألهمه تصور آلات الاستعارات من النشاط البشري.

«في الحرب [في آلة مصنع في Wülfen] اكتشفت حبي عجلة القيادة أدركت أن الآلات هي تجريدات من روح الإنسان.»

تزوج من ابنة عمه Helma فيشر في 5 تشرين الأول / أكتوبر عام 1915. ابنهما الأول، غيرد، توفي في غضون أسبوع من الولادة، 9 أيلول / سبتمبر 1916 ؛ الثانية، ارنست، ولد في 16 تشرين الثاني / نوفمبر 1918، وكان أن يبقى على مقربة من والده لبقية حياته، بما في ذلك مشتركة المنفى في بريطانيا معا.

في عام 1918، فنه أن تتغير بشكل كبير كنتيجة مباشرة ألمانيا الاقتصادية والسياسية والعسكرية الانهيار في نهاية الحرب العالمية الأولى.

«في الحرب، كانت الأمور الرهيبة الاضطراب. ماذا تعلمت في الأكاديمية كان لا فائدة لي ومفيدة الأفكار الجديدة لا تزال غير مستعد.... كل شيء قد كسر وأشياء جديدة قد تكون مصنوعة من شظايا؛ وهذا ميرز. كان مثل ثورة داخل لي، ليس كما كان، ولكن ما ينبغي أن يكون.»

### دير شتورم
شفيترز أن تأتي في اتصال مع Herwarth الدن بعد أن نستعرض اللوحات التعبيرية في هانوفر الانفصال في شباط / فبراير عام 1918. أظهر اثنين Abstraktionen (شبه التعبيري التجريدي المناظر الطبيعية) في معرض والدن دير شتورمفي برلين في حزيران / يونيه عام 1918. وهذا أدى إلى اجتماعات مع أعضاء من برلين الطليعية، بما في ذلك راؤول هاوسمان، هانا h & ouml ؛ الفصل، وهانز آرب في خريف 1918.

"[أذكر] الليل أنه قدم نفسه في مقهى des Westens. "أنا رسام"، وقال: "أنا مسمار الصور معا." راؤول هوسمان

في حين شفيترز في خلق العمل في النمط التعبيري في عام 1919 (ستواصل الطلاء الصور الواقعية حتى وفاته في عام 1948)، أول مجردة الفن التصويري، أثرت على وجه الخصوص من خلال الأعمال الأخيرة هانز آرب، سوف تظهر في أواخر عام 1918، شفيترز يطلق عليها اسم ميرز بعد جزء من وجد النص من عبارة كوميرز Und Privatbank (التجارة والبنوك الخاصة) في عمله داس Merzbild ، أنجزت في شتاء 1918-19. بحلول نهاية عام 1919 كان قد أصبح فنان معروف بعد أول معرض في دير شتورم معرض، في يونيو / حزيران عام 1919، نشر، آب / أغسطس، من قصيدة أحد آنا بلوم (كما ترجم 'أنا زهرة' ، أو 'عشية زهر')، dadaist, غير sensical قصيدة حب.
كما شفيترز أول مبادرات زيوريخ وبرلين دادا صراحة ذكر ميرز الصور،  لا توجد أسباب انتشار يدعي أنه اخترع ميرز لأنه رفض برلين دادا.

### دادا ميرز
شفيترز طلب للانضمام إلى برلين دادا إما في أواخر عام 1918 أو أوائل عام 1919، وفقا لمذكرات راؤول هوسمان. هوسمان ادعى أن ريتشارد Huelsenbeck رفض الطلب بسبب شفيترز' روابط دير شتورم والتعبيرية بشكل عام، التي كان ينظر إليها قبل Dadaists كما ميؤوس رومانسية وهاجس الجمال.
سخر من Huelsenbeck باسم 'كاسبار ديفيد فريدريش من Dadaist الثورة' ،  كان رد مع القصة القصيرة العبثية فرانز مولير Drahtfrühling, Ersters Kapitel: Ursachen und Beginn der وgemaldegalerie alte meister glorreichen الثورة في Revon نشرت في دير شتورم (الثالث عشر/11, 1922) التي ظهرت المارة الأبرياء الذين بدأوا الثورة 'بمجرد أن تكون هناك'.
هاوسمان حكاية عن شفيترز يطلب الانضمام إلى برلين دادا غير مشكوك فيها إلى حد ما، هناك أدلة موثقة على أن شفيترز و Huelsenbeck كانت ودية حيث في البداية. عندما التقيا للمرة الأولى في عام 1919، Huelsenbeck كان متحمسا شفيترز عمل ووعد له المساعدة، بينما شفيترز بالمثل من خلال إيجاد منفذ Huelsenbeck هو دادا المنشورات. عندما Huelsenbeck زيارة له في نهاية العام، شفيترز أعطاه طبع (التي احتفظ بها طوال حياته) وعلى الرغم من صداقتهما كانت قبل الآن متوترة، Huelsenbeck كتب له تصالحية ملاحظة. «أنت تعرف أنا بخير-التخلص نحو لكم. أعتقد أيضا أن بعض الخلافات لدينا على حد سواء لاحظت في كل الآراء لا ينبغي أن يشكل عائقا أمام الهجوم على العدو المشترك، البرجوازية والبرجوازية الصغيرة.»  لم يكن حتى منتصف عام 1920 أن الرجلين سقط، إما بسبب نجاح شفيترز قصيدة 'وهي آنا بلوم' (Huelsenbeck يعتبر unDadaistic) أو بسبب خلافات حول شفيترز مساهمة Dadaco ، المسقطة دادا أطلس تم بواسطة Huelsenbeck. فمن غير المرجح أن شفيترز فكرت في الانضمام إلى برلين دادا، ومع ذلك، كان بموجب عقد دير شتورمالتي تقدم أفضل فرص طويلة الأجل من دادا المشاكسة وعدم انتظام المشروع. إذا شفيترز اتصلت Dadaists في هذا الوقت، كان من عادة لأنه كان البحث عن فرص لعرض عمله.
وإن لم يكن شريكا مباشرا في برلين دادا's الأنشطة شفيترز العاملين Dadaist الأفكار في عمله، تستخدم الكلمة نفسها على غلاف أحد آنا بلوم، وفي وقت لاحق من شأنه إعطاء دادا حفلات في جميع أنحاء أوروبا حول هذا الموضوع مع ثيو فان Doesburg، تريستان تزارا، هانز آرب راؤول هوسمان. في نواح كثيرة كان عمله أكثر انسجاما مع زيورخ دادا نصرة من الأداء والفن التجريدي من برلين دادا agit-سند النهج، بل أمثلة من عمله نشرت في الماضي زيورخ دادا منشورات دير زيلتويج, تشرين الثاني / نوفمبر 1919، إلى جانب عمل Arp وصوفي تاوبر. بينما كان عمله أقل بكثير من الشخصيات الرئيسية في برلين دادا، مثل جورج Grosz وجون Heartfield ، يظل الأصدقاء المقربين مع مختلف أعضاء، بما في ذلك هانا h & ouml ؛ الفصل وراؤول هوسمان، بالنسبة لبقية حياته المهنيه.
في عام 1922 ثيو فان Doesburg تنظيم سلسلة من دادا العروض في هولندا. مختلف أعضاء دادا دعيت للانضمام، لكنه رفض. في نهاية المطاف برنامج تتألف الأعمال والعروض عن طريق ثيو فان Doesburg, نيللي فان Doesburg كما Petrò فان Doesburg كورت شفيترز وأحيانا فيلموس Huszàr. دادا العروض وقعت في مختلف المدن بين أمستردام، ليدن، أوترخت ولاهاي. شفيترز يقوم أيضا على المنفرد المساء واحدة من التي وقعت في 13 نيسان / أبريل عام 1923 في دراختن، فريزلاند. شفيترز في وقت لاحق زار دراختن كثيرا جدا، البقاء مع الرسام، Thijs Rinsema. شفيترز إنشاء عدة كليات هناك، ربما جنبا إلى جنب مع حالة Rinsema. بهم كليات في بعض الأحيان يمكن أن بالكاد يمكن تمييزها عن بعضها البعض. من 1921 فصاعدا هناك علامات المراسلات بين شفيترز و intarsia عامل. من هذا التعاون العديد من الأعمال الجديدة التي نشأت فيها تقنية الكولاج تم تطبيقها على الخشب، من خلال دمج عدة أنواع من الخشب كوسيلة لتحديد الصور والرسائل. Thijs Rinsema أيضا استخدام هذه التقنية.
ميرز وقد دعا النفسية الكولاج'. معظم الأعمال محاولة لجعل متماسكة الحس الجمالي العالم حول شفيترز باستخدام شظايا من الأشياء التي يعثر عليها. هذه الشظايا غالبا ما تجعل بارع التلميحات إلى الأحداث الحالية. (Merzpicture 29 ألف صورة مع تحول عجلة القيادة, 1920 فعلى سبيل المثال، يجمع بين مجموعة من العجلات التي فقط في اتجاه عقارب الساعة، منوها إلى الانجراف نحو اليمين عبر ألمانيا بعد Spartacist الانتفاضة في كانون الثاني / يناير من ذلك العام، في حين ماي 191(9), يلمح إلى الإضرابات التي نظمتها البافاري العمال والجنود.) السيرة الذاتية العناصر أيضا تكثر; اختبار طباعة تصميمات الجرافيك; تذاكر الحافلة; الزائلة التي قدمها الأصدقاء. في وقت لاحق كليات تتميز proto-pop وسائل الإعلام الصور. (Ar الضحى, 1947, على سبيل المثال، وقد الطباعة من شقراء فتاة المدرجة، prefiguring أوائل أعمال إدواردو باولوزي؛ , في حين أن العديد من أعمال يبدو أنها قد أثرت بشكل مباشر روبرت روزنبرج، الذي قال بعد رؤية معرض شفيترز العمل في سيدني جانيس معرض، 1959, أن «شعرت كما لو أنه صنع كل ذلك فقط بالنسبة لي.»)
في حين أن هذه الأعمال عادة ما تكون كليات دمج الأشياء التي يعثر عليها، مثل تذاكر الحافلة القديمة سلك وأجزاء من ورق الصحف، ميرز كما شملت الفنانين الدوريات، منحوتات، الصوت قصائد وما سوف يكون «المنشآت». شفيترز كان استخدام مصطلح ميرز لبقية العقد، ولكن، كما إيزابيل شولتز أشار 'على الرغم الأساسية التركيبية مبادئ ميرز بقيت على أساس مركز [شفيترز'] العمل الإبداعي [...] مصطلح ميرز يختفي كليا تقريبا من العناوين من عمله بعد عام 1931'.

## الأممية، 1922-37

### ميرز (دورية)
كما المناخ السياسي في ألمانيا أصبح أكثر ليبرالية مستقرة، شفيترز العمل أصبحت أقل تأثرا التكعيبية والتعبيرية. بدأ تنظيم والمشاركة في محاضرة جولات مع أعضاء آخرين الدولية الطليعية، مثل هانز آرب، راؤول هوسمان وتريستان تزارا، بجولة وتشيكوسلوفاكيا وهولندا وألمانيا مع الاستفزازية مساء حفلات ومحاضرات.
شفيترز نشرت دورية، كما دعا ميرزبين 1923-32، في كل مسألة خصص الموضوع الرئيسي. ميرز 5 1923، على سبيل المثال، كانت مجموعة من المطبوعات من قبل هانز آرب، ميرز 8/9, 1924, تم تحريرها وتنضيدها من ش .. , ميرز 14/15, 1925, كان مطبعية قصة للأطفال بعنوان «فزاعة» من قبل شفيترز، Kätte شتاينتز وثيو فان Doesburg. الطبعة الأخيرة، ميرز 24, 1932, كامل نسخ من المسودة النهائية ديورسنات, مع الطباعة قبل يناير Tschichold.
عمله في هذه الفترة أصبحت على نحو متزايد الحداثية في الروح، مع أقل بكثير علنا السياق السياسي ونمط أكثر نظافة، تمشيا مع الأعمال المعاصرة هانز آرب بييت موندريان. صداقته في هذا الوقت مع ش Lissitzky ثبت مؤثرة خاصة، ميرز الصور في هذه الفترة تظهر التأثير المباشر البنائية.
بفضل شفيترز' مدى الحياة راعي صديق كاثرين Dreierتم عرض أعماله بانتظام في الولايات المتحدة من عام 1920 فصاعدا. في أواخر 1920s أصبح معروف الطباع؛ المعروفة عمل كتالوج عن Dammerstocksiedlung في كارلسروه. بعد زوال دير شتورم معرض في عام 1924 كان يدير وكالة إعلانات يسمى Merzwerbeالتي عقدت حسابات Pelikan الأحبار و Bahlsen البسكويت، من بين أمور أخرى، وأصبح الرسمي الطباع على هانوفر في المجلس البلدي بين 1929 و 1934. العديد من هذه التصاميم، وكذلك اختبار طباعة ورقة إثبات، أن يصل محصول في المعاصرة ميرز الصور. بطريقة مشابهة المطبعية التجريب من قبل هربرت باير في باوهاوس، يناير Tschichold' Die neue Typographie, شفيترز جربت مع خلق جديد من الأبجدية الصوتية في عام 1927. بعض أنواع الزهر وتستخدم في عمله. في أواخر 1920s شفيترز انضم دويتشر Werkbund (الألمانية عمل الاتحاد).

### على ميرزباو
جنبا إلى جنب مع الفن التصويري له، شفيترز أيضا جذريا الداخلية من عدد من مسافات طوال حياته. كان الأكثر شهرة ميرزباو، والتحول من ستة (أو ربما أكثر) غرف منزل العائلة في هانوفر، Waldhausenstrasse 5. استغرق هذا المكان تدريجيا جدا; بدأ العمل في عام 1923، الغرفة الأولى تم الانتهاء في عام 1933، شفيترز لاحقا تمديد ميرزباو إلى مناطق أخرى من المنزل حتى فر إلى النرويج في مطلع عام 1937. معظم من البيت السماح للمستأجرين، بحيث النهائي مدى ميرزباو كان أقل من عادة يفترض. على الأدلة من شفيترز' المراسلات، 1937 كان قد انتشر إلى غرفتين من والديه شقة في الطابق الأرضي، شرفة مجاورة، المساحة تحت شرفة، واحد أو اثنين من الغرف العلية وربما جزء من القبو. في عام 1943 تم تدميره في قصف قوات التحالف غارة.
الصور الأولى تظهر ميرزباو مع مغارة مثل سطح مختلف الأعمدة والتماثيل، ربما يشير إلى قطعة مماثلة من قبل Dadaists ، بما في ذلك عظيم Plasto-ديو-دادا-الدراما من قبل يوهانس بادر، كما هو موضح في أول الدولية دادا عادلة، برلين، 1920. العمل هانا h & ouml ؛ الفصل، راؤول هوسمان وصوفي تاوبر، من بين أمور أخرى، تم إدراجها في نسيج التثبيت. قبل عام 1933، وقد تتحول إلى النحت البيئة وثلاث صور من هذا العام عرض مجموعة من الزاوية الأسطح بقوة جاحظ في غرفة مطلية إلى حد كبير في الأبيض مع سلسلة من اللوحات تنتشر عبر السطوح. في مقاله 'Ich und مين Ziele' في ميرز 21, شفيترز يشار إلى العمود الأول من عمله كما كاتدرائية المثيرة البؤس. لا يوجد دليل على أنه يستخدم هذا الاسم بعد عام 1930، ومع ذلك. أول استخدام كلمة 'ميرزباو' يحدث في عام 1933.
صور ميرزباو استنسخت في مجلة باريس-التجريد-création في 1933-4, وتم عرضها في متحف الفن الحديث في نيويورك في أواخر عام 1936.
من Sprengel Museum في هانوفر لديه إعمار الغرفة الأولى من ميرزباو.
شفيترز في وقت لاحق خلق بيئة مشابهة في حديقة منزله في ليساكربالقرب من أوسلو، والمعروفة باسم Haus am باكن (المنزل على منحدر). هذه تكاد تكون كاملة عندما شفيترز غادر النرويج المملكة المتحدة في عام 1940. أنه احترق في عام 1951 ولا الصور البقاء على قيد الحياة. آخر ميرزباو في Elterwater, Cumbria, إنجلترا، ظلت غير مكتملة على شفيترز' الموت في كانون الثاني / يناير 1948. مزيد من البيئة التي أيضا بمثابة مساحة المعيشة لا يزال ينظر في جزيرة Hjertøya بالقرب من مولده، النرويج. بل هو أحيانا وصفها بأنها الرابع ميرزباو، على الرغم من أن شفيترز نفسه فقط من أي وقت مضى يشار إلى ثلاثة. الداخلية وقد تم الآن إزالة وفي نهاية المطاف سوف يتم عرضها في Romsdal متحف في مولده، النرويج.

### ديورسنات
شفيترز تتكون يؤديها مثال مبكر من صوت الشعر، ديورسنات (1922-32; ترجمة العنوان الأصلي سوناتا أو البدائية سوناتا). قصيدة تأثر راؤول هوسمان قصيدة "fmsbw" التي شفيترز سمعت تلاوة من هوسمان في براغ، 1921. شفيترز أجريت أول قطعة في 14 شباط / فبراير 1925 في منزل Irmgard Kiepenheuer في بوتسدام. ثم يؤديها بانتظام، سواء النامية وتوسيع نطاقه. نشر تدوينات عن الحيثية في الماضي ميرز دورية في عام 1932، على الرغم من أنه سيواصل تطوير قطعة على الأقل خلال السنوات العشر القادمة.

## المنفى، 1937-48

### النرويج
كما أن الوضع السياسي في ألمانيا تحت النازيين استمرار التدهور في جميع أنحاء 1930s ، بدأ عمله ليتم تضمينها في Entartete Kunst (الفن المنحط) بجولة في المعرض الذي نظمه الحزب النازي من عام 1933. فقد عقد له مع هانوفر مجلس المدينة في عام 1934 أمثلة من عمله في المتاحف الألمانية صودرت وسخر علنا في عام 1935. بحلول الوقت أصدقائه المقربين كريستوف ولويز Spengemann وابنهما والتر تم القبض عليه من قبل الجستابو في آب / أغسطس 1936 الوضع قد أصبح من الواضح محفوفة بالمخاطر.
في 2 كانون الثاني / يناير 1937 شفيترز، مطلوبين بتهمة «مقابلة» مع الجستابو،  فروا إلى النرويج للانضمام إلى ابنه إرنست، الذي كان قد غادر ألمانيا في 26 كانون الأول / ديسمبر عام 1936. زوجته Helma قررت أن تبقى في هانوفر، لإدارة أربع خصائص. في العام نفسه، ميرز الصور المدرجة في Entartete Kunst المعرض بعنوان في ميونيخ، مما يجعل عودته مستحيلة.
Helma زار شفيترز في النرويج لمدة بضعة أشهر كل عام ما يصل إلى اندلاع الحرب العالمية الثانية. الاحتفال المشترك أمه هنرييت 80 عيد ميلاد ابنه ارنست المشاركة التي عقدت في أوسلو في 2 حزيران / يونيه 1939، ستكون آخر مرة التقى الاثنان.
شفيترز بدأت الثاني ميرزباو أثناء وجوده في المنفى في ليساكر قريب أوسلوفي عام 1937 لكن التخلي عنه في عام 1940 عندما النازيين غزت ؛ ميرزباو وقت لاحق دمرت في حريق في عام 1951. كوخه على الجزيرة النرويجية من Hjertøya بالقرب من مولده، هو أيضا في كثير من الأحيان يعتبر ميرزباو. على مدى عقود كان هذا المبنى أكثر أو أقل تركت لتتعفن، ولكن التدابير قد تم اتخاذها للحفاظ على الداخلية.

### جزيرة مان
بعد ألمانيا النازية غزو النرويج، شفيترز كان من بين عدد من المواطنين الألمان الذين تم اعتقالهم من قبل السلطات النرويجية في Vågan الشعبية الثانوية في كابلفونغ على جزر افوتين، عقب إطلاق سراحه شفيترز فروا إلى ليث، اسكتلندا مع ابنه وابنته في القانون النرويجي دورية السفينة فريدجوف نانسن بين 8 و 18 يونيو 1940. الآن رسميا 'الأعداء' أنه تم نقل بين مختلف معسكرات الاعتقال في اسكتلندا وإنجلترا قبل وصوله في 17 تموز / يوليه 1940 في هاتشينسون مخيم في جزيرة آيل أوف مان.

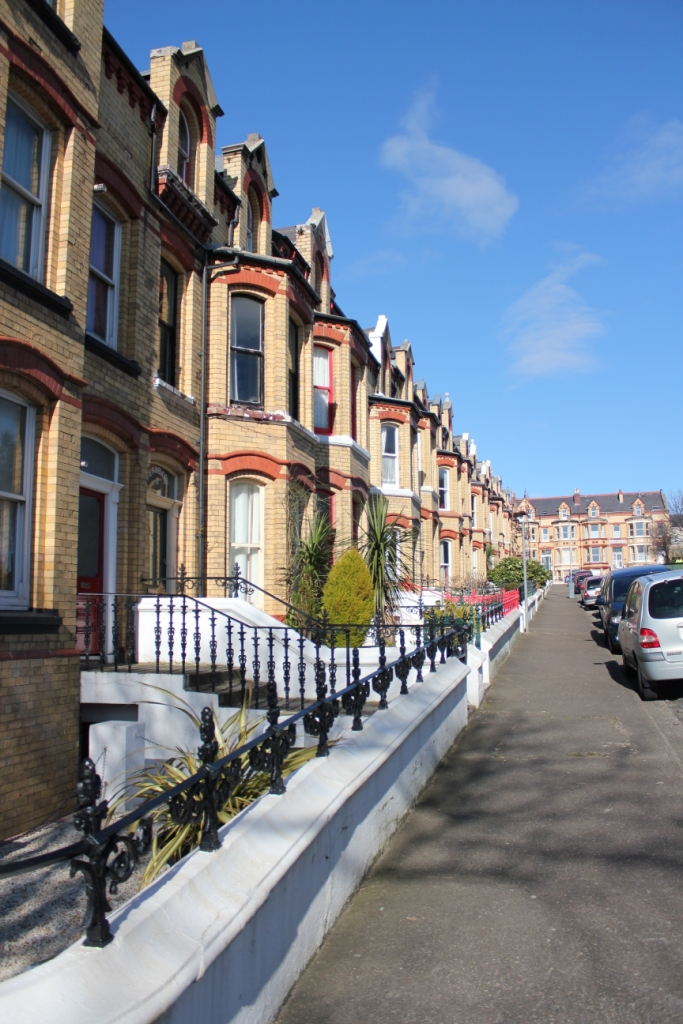
شارع على هاتشينسون مربع

كان المخيم يقع في مجموعة من المنازل المدرجات حول هاتشينسون مربع في دوغلاس. المخيم قريبا تضم بعض 1,205 المعتقلين قبل نهاية تموز / يوليو عام 1940،  تقريبا كل منهم الألمانية أو النمساوية. المخيم كان قريبا المعروفة باسم «الفنان المخيم»، التي تضم كما فعل العديد من الفنانين والكتاب وأساتذة الجامعات وغيرهم من المثقفين. في هذه البيئة، شفيترز كانت شعبية الطابع، راوي وكفنان.
كان قريبا توفير مساحة الاستوديو وأخذ على الطلاب، وكثير منهم سوف تصبح في وقت لاحق كبيرة من الفنانين. أنتج أكثر من 200 عمل أثناء اعتقاله، بما في ذلك أكثر صور أكثر من أي وقت آخر في حياته المهنية، والتي اتهم.
ساهم اثنين على الأقل من صور ثاني معرض فني داخل المخيم في تشرين الثاني / نوفمبر 1940 في كانون الأول / ديسمبر ساهم (في اللغة الإنجليزية) إلى المخيم النشرة الإخبارية، المخيم.

على الأقل في الأيام الأولى من المعسكر الوجود، كان هناك نقص في المستلزمات الفنية مما يعني أن المعتقلين قد تكون الحيلة للحصول على المواد التي يحتاج: أنها مزيج من الطوب الغبار مع السردين النفط الطلاء، حفر الطين عند الخروج للتنزه في النحت، وتمزيق لينو الطوابق لجعل العقل التي ثم الضغط من خلال الملابس فسد لجعل linocut يطبع. شفيترز' ميرز امتداد هذا وشملت صنع التماثيل في عصيدة:
«غرفة نتنة. عفن والحامض لا يوصف نتن الذي جاء من ثلاث دادا التماثيل التي كان قد تم إنشاؤها من العصيدة لا الجص من باريس المتاحة. عصيدة وضعت العفن والتماثيل كانت مغطاة مخضر الشعر مزرق الفضلات غير معروف نوع من البكتيريا». فريد Uhlman في مذكراته
شفيترز كان محبوب في معسكر ترحيب الهاء من الاعتقال كانوا يعانون. زملائه المعتقلين في وقت لاحق أذكر باعتزاز له غريبة عادات النوم تحت سريره وينبح مثل الكلب، وكذلك العادية Dadaist القراءات والعروض. ومع ذلك، فإن حالة الصرع التي لم تكن قد ظهرت منذ طفولته بدأت تتكرر بينما في المخيم. ابنه يعزى هذا إلى شفيترز' الاكتئاب في الاعتقال التي احتفظ بها خفية عن الآخرين في المخيم.
عن العالم الخارجي حاول دائما طرح عرض جيد، ولكن في سكون الغرفة أنا مشترك معه [ ... ] ، مؤلمة خيبة الأمل كانت واضحة كشف لي. [...] كورت شفيترز عملت مع تركيز أكثر من أي وقت مضى خلال الاعتقال لدرء المرارة واليأس.
شفيترز تطبيق في وقت مبكر من تشرين الأول / أكتوبر 1940 للإفراج (مع نداء مكتوبة باللغة الإنجليزية: «الفنان لا يمكن أن يكون داخليا لفترة طويلة دون خطر أجل الفن»)،  لكنه رفض حتى بعد زملائه المعتقلين بدأت صدر.

«أنا الآن الفنان الماضي هنا - كل الآخرين مجانا. ولكن كل الأمور متساوية. إذا كنت البقاء هنا، لدي الكثير تحتل نفسي. إذا أنا صدر، ثم سوف تتمتع بحرية. إذا لم يتمكن من مغادرة الولايات المتحدة، وبعد ذلك سوف يكون هناك. كنت تحمل الفرح معك أينما تذهب.» رسالة إلى Helma Schwitters ، نيسان / أبريل 1941.

شفيترز صدر أخيرا في 21 تشرين الثاني / نوفمبر 1941، مع مساعدة من تدخل من الكسندر دورنر، رود آيلاند للتصميم.

### لندن
بعد الحصول على حريته شفيترز انتقلت إلى لندن، على أمل أن يجعل جيدة على الاتصالات التي كان قد تراكمت على مدى فترة الاعتقال. انتقل الأول إلى العلية شقة في 3 سانت ستيفن الهلال، بادنغتون، لندن. كان هنا أن التقى في المستقبل رفيق، إديث توماس:
«لقد طرقت على الباب لها أن نسأل كيف المرجل عملت. [...] كانت 27 – نصف عمره. ودعا لها Wantee لأنها كانت دائما تقدم الشاي». غريتل Hinrichsen نقلت صحيفة التلغراف
في لندن مع ويخلط مع مجموعة من الفنانين، بما في ذلك نعوم جابو، لازلو موهولي ناجي وبن نيكلسون. وقال انه عرض في عدد من المعارض في المدينة ولكن مع القليل من النجاح ؛ في معرضه الفردي الأول في معرض الفن الحديث في كانون الأول / ديسمبر 1944 أربعين أعمال تم عرضها أو سعرها بين 15 و 40 جنيها، ولكن واحدة فقط تم شراؤها.
خلال السنوات التي قضاها في لندن، التحول في شفيترز عمل استمر نحو عضوي عنصر زيادة إنتاجها عابرة من السنوات السابقة مع الطبيعية أشكال وألوان هادئة. الصور مثل الصغيرة Merzpicture مع العديد من أجزاء 1945-6, على سبيل المثال، استخدام الأشياء التي يعثر عليها على الشاطئ، بما في ذلك الحصى الملساء شظايا الخزف.
في آب / أغسطس 1942 انتقل مع ابنه إلى 39 ويستمورلاند الطريق ، بارنزفي لندن. في تشرين الأول / أكتوبر 1943 وعلم أن له ميرزباو في هانوفر قد دمرت في التحالف قصف. في نيسان / أبريل 1944 عانى أول السكتة الدماغيةفي سن 56، والتي تركته مؤقتا بالشلل على جانب واحد من الجسم. زوجته Helma توفي بالسرطان في 29 تشرين الأول / أكتوبر 1944، على الرغم من أن شفيترز سمعت فقط من وفاتها في ديسمبر / كانون الأول.

### منطقة البحيرة
شفيترز أولا بزيارة منطقة البحيرة في عطلة مع إديث توماس في سبتمبر 1942. انتقل إلى هناك بشكل دائم في 26 حزيران / يونيه 1945، 2 غيل الهلال Ambleside. ومع ذلك ، بعد السكتة الدماغية أخرى في شباط / فبراير من السنة التالية وكذلك المرض هو وإديث نقله إلى أكثر يمكن الوصول إليها بسهولة في البيت 4 Millans بارك.
خلال الفترة التي قضاها في Ambleside شفيترز إنشاء سلسلة من بروتو-فن البوب الصور مثل على Käte, 1947, بعد التشجيع من صديقه ، Käte شتاينتز. بعد أن هاجر إلى الولايات المتحدة في عام 1936، شتاينتز أرسلت شفيترز الرسائل التي تصف الحياة في الناشئة المجتمع الاستهلاكي ، وملفوفة الرسائل في صفحات الكوميديا لإعطاء نكهة من العالم الجديد ، حيث شجعت شفيترز 'ميرز'.
في آذار / مارس عام 1947، شفيترز قررت إعادة ميرزباو وجدت موقع مناسب في الحظيرة في اسطوانات المزرعة ، Elterwater ، التي كان يملكها هاري بيرس الذي صورة شفيترز قد كلفت الطلاء. بعد أن اضطرت بسبب نقص الإيرادات الأخرى لرسم صور popularist صور المناظر الطبيعية مناسبة للبيع السكان المحليين والسياح ، شفيترز تلقى إخطارا قبل وقت قصير من عيد ميلاده ال60 أنه قد تم منح 1000 جنيه الزمالة على أن يتم تحويلها له عن طريق متحف الفن الحديث في نيويورك في لتمكينه من إصلاح أو إعادة إنشاء السابق ميرز الانشاءات في ألمانيا أو النرويج. بدلا من ذلك كان اللجوء إلى "Merzbarn" في Elterwater. شفيترز عملت على Merzbarn اليومية ، السفر إلى خمسة أميال بين منزلك والحظيرة ، باستثناء عندما مرض أبقته بعيدا. في 7 كانون الثاني / يناير 1948 حصل الأخبار التي كان قد منح الجنسية البريطانية. في اليوم التالي في 8 كانون الثاني / يناير ، شفيترز مات من حاد الوذمة الرئوية والتهاب عضلة القلب، في كندال المستشفى.
ودفن في 10 يناير / كانون الثاني في كنيسة سانت ماري، Ambleside. قبره كانت تحمل علامات حتى عام 1966 عندما كان الحجر اقيمت مع نقش كورت شفيترز خالق ميرز. الحجر يبقى النصب التذكاري حتى ولو كان جسده disinterred ودفن في Engesohde مقبرة في هانوفر في عام 1970 القبر يجري ملحوظ مع نسخة من الرخام له 1929 النحت يموت Herbstzeitlose.

## بعد وفاته سمعة

### Merzbarn
جدار واحد كامل من Merzbarn تم إزالتها إلى هاتون معرض في نيوكاسل لحفظها في مكان آمن. قذيفة من الحظيرة لا يزال في Elterwater بالقرب من Ambleside.
 في عام 2011 Merzbarn أعيد بناؤها في الجبهة ساحة الأكاديمية الملكية في لندن كجزء من معرض النحت البريطاني الحديث.

### التأثيرات

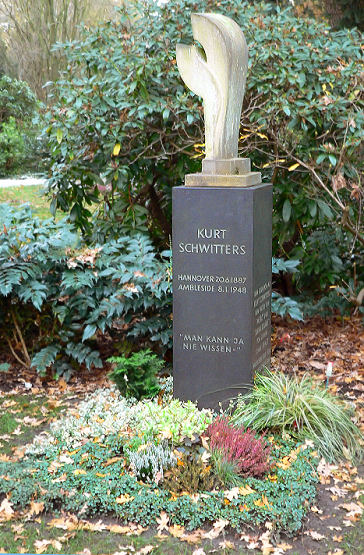
قبر كورت شفيترز

العديد من الفنانين قد استشهد شفيترز كما له تأثير كبير ، بما في ذلك إد Ruscha, روبرت روزنبرج، داميان هيرست، آل هانسن، وعرمان.

«لغة ميرز الآن يجد القبول الموحد اليوم هو بالكاد هناك فنان يعمل مع مواد أخرى من الطلاء الذي لا يشير إلى Schwitters في بعض الطريق. في جريئة واسعة النطاق التجارب انه يمكن اعتبار جد فن البوب، الأحداث، مفهوم الفن، Fluxus الوسائط المتعددة فن ما بعد الحداثة.» غويندولين ويبستر

## سوق الفن
شفيترز' جا ؟ -بيلد (1920), مجردة العمل مصنوعة من النفط، ورقة، ورق مقوى، نسيج، خشب ومسامير ، تم بيع استرليني 13.9 مليون دولار في دار كريستيز في لندن في عام 2014.

### مارلبورو معرض الجدل
شفيترز ابن ارنست إلى حد كبير في عهد الحوزة الفنية من والده جيلبرت لويد مدير مارلبورو معرض الصور. ومع ذلك ، إرنست سقط ضحية الشلل السكتة الدماغية في عام 1995، تتحرك السيطرة على الحوزة ككل كورت حفيد بينغت شفيترز. الخلاف نشب عندما بينغت، الذي قال انه «ليس لديها مصلحة في الفن جده يعمل»، أنهى اتفاق دائم بين الأسرة مارلبورو معرض الصور. مارلبورو معرض دعوى ضد شفيترز العقارات في عام 1996، بعد التأكد من Ernst شفيترز' ترغب في أن يكون السيد لويد الاستمرار في إدارة العقارات في وصيته.
أستاذ هنريك Hanstein ، الدلال والفن الخبراء ، شريطة مفتاح الشهادة في القضية، مشيرا إلى أن شفيترز تقريبا نسيت بعد وفاته في المنفى في إنجلترا في عام 1948، مارلبورو معرض كان حيويا في ضمان مكان الفنان في تاريخ الفن. الحكم الذي كان في نهاية المطاف أيدت النرويج أعلى محكمة جائزة معرض دولار 2.6 مليون دولار في الأضرار.

### المحفوظات والتزوير
شفيترز' البصرية العمل وقد تم الآن تماما المفهرسة في فهرس Raisonné. التزوير من كليات شفيترز تصل تقريبا أسبوعيا على موقع ئي بأي. قبل شراء أي عمل من المفترض قبل شفيترز، فمن الأفضل استشارة كورت شفيترز الأرشيف في Sprengel Museum in هانوفر، ألمانيا.

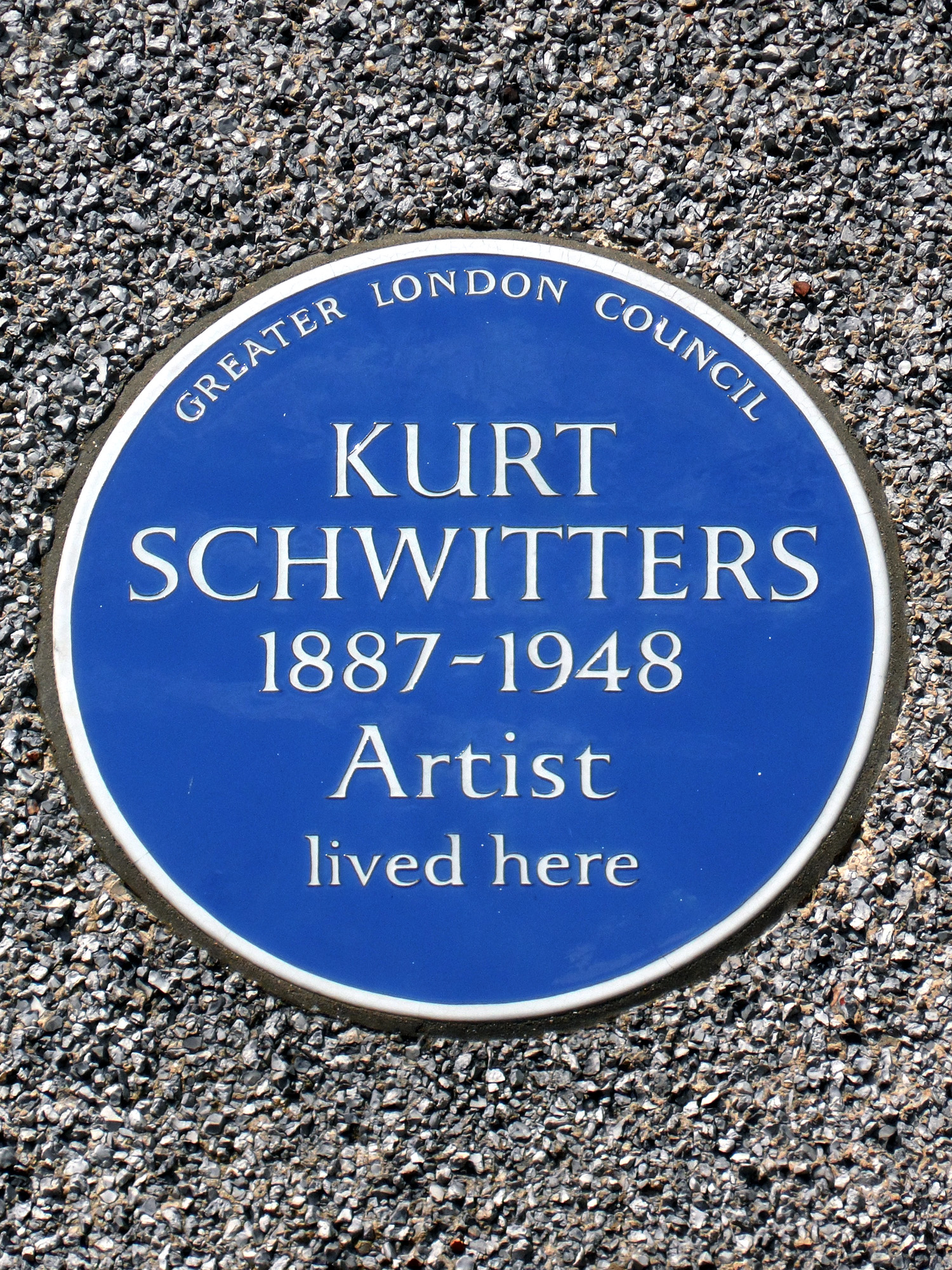
الأزرق البلاك اقيمت في عام 1984 من قبل مجلس لندن الكبرى في 39 ويستمورلاند الطريق ، بارنز ، لندن SW13

## تراث
- براين إينو عينات شفيترز' تسجيل ديورسنات «كورت الرد» المسار على 1977 الألبوم ، قبل وبعد العلم.
- موسيقي اليابانية Merzbow أخذ اسمه من شفيترز.
- أ fictionalised حساب شفيترز الوقت في لندن هو موضوع أوبرا من قبل مايكل نيمان ومايكل هاستينغز، رجل وصبي: دادا.
- الألمانية فرقة الهيب هوب Freundeskreis مقتبسة من قصيدته «آنا بلوم» في أغنيتها «آنا».
- على krautrock الفرقة فاوست لها أغنية بعنوان «الدكتور شفيترز المقتطف».
- بيلي صبيانية فيلما قصيرا على شفيترز الحياة بعنوان «الرجل مع عجلات»، (1980 من إخراج Eugean Doyan).
- Chumbawamba تشمل بالتأكيد حيوية تأخذ على ديورسنات في أغنية "Ratatatay"، وظهرت على الألبوم ABCDEFG. أغنية عن جورج مللي وخاصة قصته من تلقاء أنفسهم يتلو ديورسنات ، من أجل تخويف زوج من اللصوص الذين واجهته ليلة واحدة في مانشستر.
- Einstürzende Neubauten تشمل عينات من الأعضاء N. U. Unruh تلاوة ديورسنات في أغنية «دعونا نفعل ذلك دادا» على الألبوم Alles ويدر offen.
- الفنانين المعاصرين جوتا Koether كارل مايكل فون Hausswolff كينيث غولدسميث إلين McGeorge وكارل Holmqvist كلف جديدة من أعمال التركيب في عام 2009 ردا على كورت Schiwtters كجزء من الحواس[82] المعرض الذي أقيم في Ålesund ، النرويج (2009) في Chisenhale معرض لندن (2010).
- ثلاثة من أعضاء الفرقة البريطانية القوة البحرية تربوا بالقرب شفيترز' الوطن في كمبريا. لديهم المشار إليها عمله في الأغاني المستخدمة تسجيل ديورسنات في العروض الحية. يان سكوت ويلكنسون من الفرقة ساهمت في تيت بريطانيا's شفيترز بأثر رجعي في عام 2013.[83]

## روابط خارجية
- كورت شويترز على موقع IMDb (الإنجليزية)
- كورت شويترز على موقع الموسوعة البريطانية (الإنجليزية)
- كورت شويترز على موقع ميوزك برينز (الإنجليزية)
- كورت شويترز على موقع إن إن دي بي (الإنجليزية)
- كورت شويترز على موقع ديسكوغز (الإنجليزية)
- كورت شويترز على موقع كينوبويسك (الروسية)